# Odero-Terni-Orlando
Odero-Terni-Orlando Società per la Costruzione di Navi, Macchine ed Artiglierie (Société Odero-Terni-Orlando pour la construction de navires, de machines et d'artillerie) était une société italienne de Gênes qui a opéré dans le domaine de la construction navale et mécanique entre 1927 et 1933 en tant que société privée, année où elle est passée sous le contrôle de l'État italien lorsqu'elle est entrée sur l'orbite de l'Institut de reconstruction industrielle (IRI).

## Histoire

### Les origines
La société a été fondée en 1927 avec un siège social à Gênes, sous le nom de Odero-Terni, à partir de la fusion d'Ansaldo-San Giorgio, contrôlé par l'entrepreneur et futur sénateur italien Attilio Odero, qui gérait l'usine de Muggiano, avec Officine Meccaniche Vickers-Terni de La Spezia, contrôlée par Acciaierie di Terni, et dans laquelle Odero avait une forte participation.
En 1929, à la suite de la grave crise du chantier naval Orlando de Livourne, les chantiers navals Odero, qui géraient les chantiers Cantiere della Foce et Sestri Ponente de Gênes, Odero-Terni et les Cantiere navale fratelli Orlando de Livourne ont été incorporés à la société Cantieri Navali Odero, qui gérait les chantiers navals Mouth et Sestri Ponente de Gênes, et la société a pris le nom de "Società per la costruzione di Navi, Macchine ed Artiglierie Odero Terni Orlando", en abrégé OTO, formant ainsi un complexe mécanique-naval avec quatre sites de production : l'usine d'artillerie de La Spezia (ex Vickers Terni), le chantier naval de Muggiano (ex FIAT-San Giorgio), le chantier naval de Gênes-Sestri Ponente (ex Odero) et le chantier naval de Livourne (ex Orlando), dont la mission était de construire, vendre et réparer des navires, des bateaux militaires et civils et de l'artillerie en tout genre. 
Au début des années trente. Le chantier naval de la Foce de Bisagno, où la dernière unité à avoir été lancée était le croiseur argentin ARA Almirante Brown de la classe Veinticinco de Mayo, a été supprimé à la suite de la restructuration urbaine de la ville de Gênes et sa fermeture a également entraîné la vente du chantier naval Sestri Ponente, repris par Ansaldo.
En 1933, l'OTO passe sous le contrôle de l'IRI, l'Institut de reconstruction industrielle. Entre-temps, la tension en Europe a entraîné une augmentation de la production militaire, avec la construction principalement de canons navals de gros calibre pour les cuirassés et de croiseurs lourds et moyens pour les croiseurs légers, tandis que la menace croissante provenant des airs a conduit au développement d'un canon de 76 mm pour la défense des unités de surface et de canons de 100 mm et 120 mm pour les sous-marins.
En 1934, l'entreprise italienne de thermo-mécanique, ex "A. Cerpelli & C.", spécialisée dans la production de pompes et de machines de bord, est également intégrée à OTO.

### Après la guerre
À la fin de la Seconde Guerre mondiale, au début de l'après-guerre, la production de l'entreprise a été convertie à la fabrication de produits civils tels que des tracteurs agricoles (Trattori OTO Melara) et des châssis.
Les chantiers navals de Muggiano et de Livourne ont été vendus en 1949 à Ansaldo, la société qui est restée propriétaire des seuls Officine Meccaniche (Ateliers mécaniques). Le 19 avril 1951, elle a été rebaptisée Società Meccanica della Melara avec son siège à Rome, qui est devenue en 1953 OTO Melara, du nom du quartier Melara à La Spezia où se trouve l'usine.

## Production
Dans les chantiers navals sous la direction d'Odero-Terni-Orlando, plusieurs unités de surface et sous-marines ont été construites pour la Regia Marina et dans l'Officine Meccaniche l'artillerie principale de ces navires.

### Bâtiments de surface
Parmi les navires les plus importants lancés au fil des ans par les chantiers navals d'OTO, on peut citer:
| Image | Nom                                | Type      | Lancement | Client       |
| ----- | ---------------------------------- | --------- | --------- | ------------ |
|       | Armando Diaz                       | Croiseur  | 1930      | Regia Marina |
|       | Zara                               | Croiseur  | 1932      | Regia Marina |
|       | Emanuele Filiberto Duca d'Aosta    | Croiseur  | 1934      | Regia Marina |
|       | Alfredo Oriani                     | Destroyer | 1936      | Regia Marina |
|       | Luigi di Savoia Duca degli Abruzzi | Croiseur  | 1936      | Regia Marina |
|       | Artigliere                         | Destroyer | 1937      | Regia Marina |
|       | Attilio Regolo                     | Croiseur  | 1940      | Regia Marina |
|       | Scipione Africano                  | Croiseur  | 1941      | Regia Marina |

### Sous-marins
Parmi les plus importants sous-marins lancés au fil des ans par les chantiers navals OTO, on peut citer:
| Image | Nom                   | Lancement | Client       |
| ----- | --------------------- | --------- | ------------ |
|       | Enrico Toti           | 1928      | Regia Marina |
|       | Pietro Calvi          | 1935      | Regia Marina |
|       | Enrico Tazzoli        | 1935      | Regia Marina |
|       | Scirè                 | 1938      | Regia Marina |
|       | Comandante Cappellini | 1939      | Regia Marina |